# 沉積環境

圖片顯示不同的沉積環境。圖例：Alluvial（沖積層型）, Glacier(冰川型),Lacustrine（湖泊型）, Evaporitic(蒸發岩型), Tidal(潮汐型), Deltaic(三角洲型), Fluvial（河流型, Beach（[灘]）型）, Lagoonal(潟湖型), Aeolian風蝕型）, Karstic(卡斯特型), Reef珊瑚礁型）),Shelf大陸棚型),Continental Margin (大陸邊緣型), slope (大陸坡型), Abyssal(深海平原) 型)

沉積環境（英語：Depositional environment or sedimentary environment）
是指在沉積物堆积作用過程中，其經歷的物理、化學和生物的組合環境，因此，在經過石化后形成的沉積岩，亦能從其所含的沉積物，來判斷當時的沉積環境。大多數的早期沉積岩，其沉積環境均可與現有的沉積環境相似。然而，越早的沉積環境，就越可能無法與現有的沉積環境類比（例如條狀鐵層）。

## 沉積環境類型
大陸類型
- 沖積層型－具有沖積扇流水搬運的環境。大部分沉積物其滲透性和孔隙度較差。

- 風蝕型－具有風活動搬運的環境。大多分佈在沙漠和沿海地區，此類沉積物具有規模較大的交錯層理和良好的分選度.
- 河流型－具有河川和溪流搬運的環境。沉積物以礫石、沙子和淤泥爲主。
- 湖泊型－具有湖泊中水流搬運的環境。 沉積物以沙、淤泥和黏土爲主。

過渡類型
- 三角洲 型－處於河口的淤泥沉積地區（具有交錯層理、波紋痕跡）[1]. 沉積物以沙子、淤泥和黏土爲主。
- 潮汐 型– 處於潮流沉積地區，潮流是由天文引力引起的海平面上升和下降所造成的。 在潮灘帶，沉積物以淤泥和黏土爲主，具波紋痕跡、交錯層理 [1]。
- 潟湖 型－一個被狹窄陸地與大湖分開的淺水湖。在熱帶氣候中，沉積物是以碳酸鹽爲主。
- 灘 型－位於海或其他水體邊緣，並受波浪和沿岸流影響的地區。其沉積物多由鬆散的顆粒組成。地區中的沙嘴和沙洲多由礫石和沙子組成。

海洋類型
- 淺水海洋環境－由於波浪和潮流的作用，形成了陸架、斜坡、潟湖等沉積環境。沉積物有碳酸鹽，沙、淤泥和黏土。
  - 上岸面 – 能受到日常波浪作用攪動的海底部分
  - 下岸面 – 未受波浪攪動的海底部分。
- 深水海洋環境－由洋流造成的深海平坦區域（深海平原）。沉積物以黏土、碳酸鹽泥、矽泥爲主。
- 珊瑚礁－由岩石、珊瑚或其他固結物質組成的淺灘，並受波浪和潮汐流的影響。沉積物以碳酸鹽爲主。

其他類型
- 蒸發岩區－由蒸發水溶性礦物而形成的沉積物地區
- 冰河區－受冰河時期影響的地區，
- 冰磧物 區– 其沉積物多由未分層（塊狀）,分選不良，角形至圓形顆粒組成，
- 沖刷區– 其沉積物具波紋痕跡、交錯層理,，類似河流沉積物[1]。
- 火山區－經由地殼破裂，導致熔岩、火山灰和氣體從地表下逸出的沉積物地區
- 海嘯區－由海嘯沉積的沉積物地區

## 識別古代沉積物的沉積環境
古代沉積物的沉積環境是透過沉積相、相組合、沉積結構和化石的組合來識別的，特別是遗迹化石，更能顯示出它們的沉積環境。